# 托納卡特佩克
托納卡特佩克（西班牙語：Tonacatepeque），是薩爾瓦多的城鎮，位於該國中西部，由聖薩爾瓦多省負責管轄，面積67.55平方公里，海拔高度603米，2007年人口90,896，人口密度每平方公里1,345.61人。